# Pelagio II
Pelagio II (Roma, ¿?-7 de febrero de 590) fue el 63.er papa de la Iglesia católica, de 579 a 590.
De origen godo, su elección no pudo contar con la preceptiva aprobación imperial al estar cortadas las comunicaciones con Constantinopla por el asedio que los lombardos sometían a Roma.
Tras su elección llegó a un acuerdo con los sitiadores para que levantaran el asedio e inmediatamente envió una embajada, encabezada por el futuro papa Gregorio Magno, a Constantinopla para solicitar auxilio militar contra los lombardos que dominaban toda la península italiana.
El emperador bizantino, Tiberio II, incurso en sus propias campañas militares contra los persas no pudo acudir en ayuda de Pelagio por lo que este intentó que los francos le apoyasen aunque sin mucho éxito ya que estos abandonaron la empresa al ser sobornados por los lombardos.
Finalmente Pelagio se vio obligado a suscribir una tregua con los lombardos, por lo que pudo dirigir su atención al cisma de Aquilea o de los Tres Capítulos que había surgido en el seno de la Iglesia durante el pontificado de Pelagio I, aunque no alcanzó resultados concretos.
Partidario del celibato en el clero, dictó normas tan escrictas para regularlo que su sucesor, Gregorio I, tuvo que suavizarlas.
Se negó a reconocer el título de  "ecuménico" que el Concilio de Calcedonia le había reconocido en 451 al Patriarca de Constantinopla.
En su pontificado, los lombardos destruyeron la Abadía de Monte Cassino y, en Roma, fueron construidos los cimientos de la Basilica di San Lorenzo fuori le Mura. 
Murió el 7 de febrero del año 590, víctima de una epidemia de peste que asoló Italia.